# Cathay Dragon
Cathay Dragon, tidigare Dragonair, är ett stort kinesiskt flygbolag med säte i Hongkong. Dragonair har funnits sedan 1985, och är medlem i flygbolagsalliansen Oneworld.

## Flotta
- 10 Airbus A320-200
- 06 Airbus A321-200
- 16 Airbus A330-300
- 01 Boeing 747-200F
- 03 Boeing 747-300SF
- 04 Boeing 747-400F